# 布德 (杜布諾區)
布德（烏克蘭語：Буди）是烏克蘭的村落，位於該國西北部羅夫諾州，由杜布諾區負責管轄，始建於1571年，面積0.5平方公里，海拔高度287米，2001年人口46，人口密度每平方公里91.5人。